# Amphipyra molybdea
Amphipyra molybdea är en fjärilsart som beskrevs av Hugo Theodor Christoph 1867. Amphipyra molybdea ingår i släktet Amphipyra och familjen nattflyn. Inga underarter finns listade i Catalogue of Life.